# Runlevel
Runlevel je v informatice označení režimu unixového systému, který implementuje styl System V init. Obvykle existuje sedm runlevelů číslovaných od nuly do šesti. Při spuštění systému je systém nastartován do vybraného runlevelu. Runlevely nejsou spouštěny sekvenčně, tzn. je vždy spuštěn buď runlevel 2 nebo 3 nebo 4, nikoliv 2 a poté 3 a následně 4.
„Runlevel“ definuje stav systému po startu. Jednotlivé runlevely jsou typicky přiřazeny jako:
- Single User Mode
- Multi User Mode bez síťových služeb
- Multi User Mode se síťovými službami
- vypnutí systému
- restart systému

Přesné nastavení těchto konfigurací se liší mezi jednotlivými operačními systémy a distribucemi Linuxu. Například runlevel 4 může být Multi User Mode, GUI, no-server na jedné distribuci a bez funkce na jiné. Nicméně, „runlevely“ běžně dodržují vzory popsané v tomto článku. Je dobré využít dokumentaci konkrétní distribuce.
V běžné praxi když počítač vejde do runlevelu nula, ukončí se a v runlevelu šest se restartuje. Ostatní runlevely (1–5) se liší podle připojených disků a spuštěných síťových služeb. Standardní runlevely jsou typicky 3, 4 nebo 5. Nižší runlevely jsou užitečné pro údržbu nebo opravy, protože obvykle neposkytují žádné síťové služby. Přesné detaily konfigurace runlevelů se liší mezi operačními systémy, ale také mezi administrátory systému.
Systém runlevelů nahradil tradiční /etc/rc skript používaný v systému Unixu verze 7.

## Standardní runlevely
| ID | Název            | Popis                                                 |
| -- | ---------------- | ----------------------------------------------------- |
| 0  | JNB              | Vypíná systém.                                        |
| S  | Single User Mode | Neinicializuje síťová rozhraní nebo nespouští démony. |
| 6  | Restart          | Restartuje systém.                                    |

## Linux
Operační systém Linux může využít runlevely pomocí programů projektu sysvinit.  Po spuštění jádra Linuxu program init čte soubor /etc/inittab, kde je definováno chování pro každý runlevel.

### Standardní specifikace Linuxu
Konkrétní implementace nevyžadují poskytnutí těchto specifických runlevelů ani využití zde popsaných významů a mohou mapovat kterýkoli zde popsaný runlevel na jiný runlevel, který poskytuje ekvivalentní funkčnost.
| ID | Název                                                                  | Popis                                                     |
| -- | ---------------------------------------------------------------------- | --------------------------------------------------------- |
| 0  | Halt                                                                   | Vypíná systém.                                            |
| 1  | Single User Mode                                                       | Mód pro administrativní úlohy.                            |
| 2  | Multi User Mode                                                        | Neinicializuje síťová rozhraní a nespouští síťové služby. |
| 3  | Multi User Mode se sítí                                                | Spouští systém běžným způsobem.                           |
| 4  | Nevyužito / definovatelné uživatelem                                   | Pro speciální účely.                                      |
| 5  | Spouští systém běžným způsobem s příslušným display managerem. (s GUI) | Stejné jako runlevel 3 + display manager.                 |
| 6  | Restart                                                                | Restartuje systém.                                        |

### Debian GNU/Linux
Debian, stejně jako většina distribucí od něho odvozených, nerozlišuje mezi runlevely 2 až 5.
| ID  | Popis                                                                      |
| --- | -------------------------------------------------------------------------- |
| S   | Spuštěn pouze při bootování (nahrazuje /etc/rc.boot)                       |
| 0   | Halt                                                                       |
| 1   | Single User Mode                                                           |
| 2-5 | Plný Multi User Mode s konzolí a display managerem, pokud je nainstalován. |
| 6   | Restart                                                                    |

#### Ubuntu
Ubuntu 6.10 (Edgy Eft) a novější obsahuje Upstart jako náhradu za tradiční init proces, ale stále používá tradiční init skripty a SysV-rc nástroje Upstartu pro spuštění většiny služeb a emulaci runlevelů.
| Kód | Informace                                           |
| --- | --------------------------------------------------- |
| 0   | Halt                                                |
| 1   | Single User Mode                                    |
| 2   | Grafický Multi User Mode se sítí                    |
| 3-5 | Nevyužito, ale konfigurováno stejně jako runlevel 2 |
| 6   | Restart                                             |

### Red Hat Linux a Fedora
Red Hat Enterprise Linux a většina jeho odvozenin (např. CentOS) používá runlevely takto:
| Kód | Informace                          |
| --- | ---------------------------------- |
| 0   | Halt                               |
| 1   | Single User textový mód (bez sítí) |
| 2   | Nevyužito (nastavitelné)           |
| 3   | Plný Multi User textový mód        |
| 4   | Nevyužito (nastavitelné)           |
| 5   | Plný Multi User grafický mód       |
| 6   | Restart                            |

### SUSE Linux
SUSE používá podobné nastavení jako Red Hat Enterprise Linux:
| ID       | Popis                               |
| -------- | ----------------------------------- |
| 0        | Halt                                |
| 1 nebo S | Single User Mode                    |
| 2        | Multi User Mode bez sítí            |
| 3        | Multi User Mode, pouze konzole      |
| 4        | Nevyužito (nastavitelné)            |
| 5        | Multi User Mode s display managerem |
| 6        | Restart                             |

Správci systému mohou modifikovat služby, které běží pod specifickým runlevelem použitím YaST | System Services (runlevel), insserv nebo chkconfig – jako na distribucích založených na Red Hat Enterprise Linuxu.

### Slackware Linux
Slackware Linux používá runlevel 1 pro údržbu jako na ostatních distribucích Linuxu. Runlevely 2, 3 a 5 identicky nastavené pro konzoli (se všemi službami aktivními), runlevel 4 přidává X Window System.
| ID | Popis                                           |
| -- | ----------------------------------------------- |
| 0  | Halt                                            |
| 1  | Single User Mode                                |
| 2  | Nevyužito, ale nastaveno stejně jako runlevel 3 |
| 3  | Multi User Mode bez display manageru            |
| 4  | Multi User mode s display managerem             |
| 5  | Nevyužito, ale nastaveno stejně jako runlevel 3 |
| 6  | Restart                                         |

### Gentoo Linux
| ID       | Popis                    |
| -------- | ------------------------ |
| 0        | Halt                     |
| 1 nebo S | Single User Mode         |
| 2        | Multi User Mode bez sítí |
| 3        | Multi User Mode          |
| 4        | Alias pro runlevel 3     |
| 5        | Alias pro runlevel 3     |
| 6        | Restart                  |

## Unix

### System V Release 3 a 4
| ID   | Popis                                                                                                 |
| ---- | --- |
| 0    | Vypnutí systému. Vypnutí napájení, pokud to hardware podporuje (dostupné pouze z konzole)             |
| 1    | Single User Mode, všechny souborové systémy mimo root odpojené, všechny procesy mimo konzole ukončeny |
| 2    | Multi User Mode                                                                                       |
| 3    | Multi User Mode s RFS (a NFS v Release 4)                                                             |
| 4    | Multi User, uživatelsky nastavitelné                                                                  |
| 5    | Ukončit operační systém, vstoupit do firmware                                                         |
| 6    | Restart                                                                                               |
| s, S | Shodné s 1, aktuální terminál se chová jako systémová konzole                                         |

### Solaris
V systému Solaris verze 10, je SMF (Service Management Facility) je použit místo SVR4 runlevelů.
Ty jsou emulovány pro zachování kompatibility s původními startovacími skripty.
| ID | Popis |
| -- | --- |
| 0  | Operační systém zastaven; (pouze SPARC) přechod do OpenBoot promptu                                                       |
| S  | Single User Mode s připojeným pouze root souborovým systémem (pouze pro čtení) -- Solaris 10+: svc:/milestone/single-user |
| 1  | Single User Mode se všemi lokálními souborovými systémy (čtení/zápis)                                                     |
| 2  | Multi User Mode s většinou démonů – Solaris 10+: svc:/milestone/multi-user                                                |
| 3  | Multi User Mode; totožné s 2 (runlevel 3 spouští /sbin/rc2 i /sbin/rc3) -- Solaris 10+: svc:/milestone/multi-user-server  |
| 4  | Alternativní Multi User Mode, uživatelsky nastavitelný                                                                    |
| 5  | Vypnutí, odpojení napájení, pokud to hardware podporuje                                                                   |
| 6  | Restart |

### HP-UX
| ID   | Popis                                                                                    |
| ---- | ---------------------------------------------------------------------------------------- |
| 0    | Systém zastaven                                                                          |
| S    | Single User Mode, pouze systémová konzole, pouze root souborový systém (pouze pro čtení) |
| s    | Single User Mode, totožné s S, aktuální terminál se chová jako systémová konzole         |
| 1    | Single User Mode s lokálními souborovými systémy (čtení/zápis)                           |
| 2    | Multi User Mode s většinou démonů a spuštěným Common Desktop Environment                 |
| 3    | Totožné s runlevelem 2 s NFS                                                             |
| 4    | Multi User Mode s VUE místo CDE                                                          |
| 5, 6 | Nevyužité / uživatelsky nastavitelné                                                     |

### FreeBSD, OpenBSD a NetBSD
Varianty BSD nevyužívají koncept runlevelů, ale v některých verzích init(8) poskytuje emulaci některých běžných runlevelů.

### AIX
Systém AIX nevyužívá System V R4 (SVR4) runlevel specifikaci s dostupnými runlevely od 0 do 9 a zároveň a až c. 0 a 1 jsou rezervované, 2 je standardní běžný Multi User Mode a runlevely 3 až 9 jsou definovatelné správcem systému. Runlevely od a do c dovolují vykonávání procesů v tomto runlevelu bez ukončení procesů spuštěných v jiném.
| ID | Název                 | Popis          |
| -- | --------------------- | -------------- |
| 0  |                       | vyhrazeno      |
| 1  |                       | vyhrazeno      |
| 2  | Běžný Multi User Mode | Standardní mód |